# Tipula (Tipula) italica
Tipula (Tipula) italica is een tweevleugelige uit de familie langpootmuggen (Tipulidae). De soort komt voor in het Palearctisch gebied.